# 鈴木将光
鈴木 将光（すずき まさみつ、1987年4月8日 - ）は、富山県富山市出身の元プロ野球選手（外野手）。右投右打。

## 経歴

### プロ入り前
富山市立月岡小学校1年の時に地元のスポーツ少年団「月岡ツインズ」で野球を始め、石川県の星稜中学校に進学。星稜中1年時に指導を受けた恩師山本雅弘監督を追いかけ遊学館高等学校に進学。
遊学館高等学校時代は1年時からレギュラーの座を勝ち取る。2年時夏に第86回全国高等学校野球選手権大会に出場。1回戦の県岐阜商高戦は4番で先発出場し6-3で勝利。2回戦ではダルビッシュ有擁する東北高に、「4番・投手」で出場するも0-4で完敗した。3年時夏は第87回全国高等学校野球選手権大会に出場。1回戦秋田商高戦は「4番・中堅手」で出場し2打点と活躍。打つだけではなく強肩も披露してチーム勝利の原動力となる。2回戦では前回大会で敗れた東北高校と再び対戦し3-4で惜敗。
2005年の高校生ドラフト会議で広島東洋カープから1位で指名された。広島は当初、片山博視を1位で指名。東北楽天ゴールデンイーグルスと指名が重複し、抽選で交渉権を得られなかったことから鈴木の指名に至った。

### プロ入り後
2006年
3月の教育リーグで肩を故障。シーズン中は肩の治療と体力強化に専念したため、一軍のみならず二軍（ウエスタン・リーグ）でも公式戦への出場機会はなかった。さらにシーズン終了後の11月には、ヘルニアの手術を受けている。
2007年
ウエスタン・リーグ公式戦75試合に出場。打率.245、2本塁打、18打点、6補殺を記録した。
2008年
フレッシュオールスターにウエスタン・リーグ選抜のメンバーとして初出場（2打数無安打）。同リーグの公式戦では、59試合の出場で、打率.234、0本塁打、7打点という成績に終わった。
2009年
ウエスタン・リーグ公式戦77試合に出場。しかし、打率.211、1本塁打、19打点という成績にとどまった。
2010年
ウエスタン・リーグ公式戦66試合に出場。打率がプロ入り後最高の.252に達した一方で、安打数はプロ入り後最少の27本にとどまった。また、0本塁打、8打点だった。
2011年
ウエスタン・リーグ公式戦で自己最多の99試合に出場。しかし、打率.244、0本塁打、8打点という成績に終わった。
2012年
入団7年目で初めて一軍に昇格。9月13日の対読売ジャイアンツ戦（東京ドーム）に「7番・右翼手」としてスタメンで一軍デビューを果たすと、2回表の一軍初打席で先発の内海哲也から初安打を放った。また、ウエスタン・リーグ公式戦には78試合へ出場。打率.275、3本塁打、22打点という成績を残した。
2013年
春季キャンプ中の2月17日にサンマリンスタジアム宮崎で催されたWBC日本代表初の強化試合に、広島の選手として途中から出場。5回表に山井大介から適時打、9回表に内海から3点本塁打を放った。シーズン中は、一軍公式戦で自己最多の5試合に出場。ウエスタン・リーグ公式戦では、70試合の出場で、打率.277、2本塁打、11打点だった。
2014年
ウエスタン・リーグ公式戦60試合に出場。しかし、打率.239、0本塁打、9打点と低迷したうえに、3年ぶりに一軍公式戦への出場機会がなかった。
2015年
ウエスタン・リーグ公式戦77試合に出場。打率.253、1本塁打、20打点という成績を残したが、2年連続で一軍復帰を果たせなかった。10月26日に球団から戦力外通告を受けたことを機に、現役を引退。

### 現役引退後
現役時代に故障が相次いだことから、鍼灸師の資格を取得すべく、2016年春から広島市内にあるMSH医療専門学校の夜間課程へ進学。昼間には治療院のアルバイトとして、実務経験を積みながら生計を立てるという。
また、妻の野々村聡子（元女子プロ野球選手）は同校女子硬式野球部監督を務め、鈴木も2019年途中まで同校野球部のコーチを務めていた。
2020年9月、広島県三原市に「すずき鍼灸接骨院」をオープンした。

## 選手としての特徴
高校時代に通算64本塁打を記録したほか、50メートル5秒8の俊足や、120メートルという距離を投げられるほどの強肩の持ち主。広島への入団直後に、新人選手の体力測定で等測性筋力測定装置が壊れたほど筋力も強い。しかし、前述のように実戦で打力不足を露呈したため、一軍デビューは入団7年目のシーズン終盤まで持ち越された。

## 詳細情報

### 年度別打撃成績
| 年 度    | 球 団    | 試 合 | 打 席 | 打 数 | 得 点 | 安 打 | 二 塁 打 | 三 塁 打 | 本 塁 打 | 塁 打 | 打 点 | 盗 塁 | 盗 塁 死 | 犠 打 | 犠 飛 | 四 球 | 敬 遠 | 死 球 | 三 振 | 併 殺 打 | 打 率 | 出 塁 率 | 長 打 率 | O P S |
| -------- | -------- | ----- | ----- | ----- | ----- | ----- | -------- | -------- | -------- | ----- | ----- | ----- | -------- | ----- | ----- | ----- | ----- | ----- | ----- | -------- | ----- | -------- | -------- | ----- |
| 2012     | 広島     | 1     | 3     | 3     | 0     | 1     | 0        | 0        | 0        | 1     | 0     | 0     | 0        | 0     | 0     | 0     | 0     | 0     | 1     | 0        | .333  | .333     | .333     | .667  |
| 2013     | 広島     | 5     | 9     | 8     | 0     | 1     | 0        | 0        | 0        | 1     | 0     | 0     | 0        | 1     | 0     | 0     | 0     | 0     | 2     | 0        | .125  | .125     | .125     | .250  |
| NPB：2年 | NPB：2年 | 6     | 12    | 11    | 0     | 2     | 0        | 0        | 0        | 2     | 0     | 0     | 0        | 1     | 0     | 0     | 0     | 0     | 3     | 0        | .182  | .182     | .182     | .364  |

### 年度別守備成績
| 年度 | 外野 | 外野 | 外野 | 外野 | 外野 | 外野   |
| 年度 | 試合 | 刺殺 | 補殺 | 失策 | 併殺 | 守備率 |
| ---- | ---- | ---- | ---- | ---- | ---- | ------ |
| 2012 | 1    | 0    | 0    | 0    | 0    | .000   |
| 2013 | 2    | 2    | 0    | 0    | 0    | 1.000  |
| 通算 | 3    | 2    | 0    | 0    | 0    | 1.000  |

### 記録
- 初出場・初先発出場：2012年9月13日、対読売ジャイアンツ21回戦（東京ドーム）、「7番・右翼手」として先発出場
- 初打席・初安打：同上、2回表に内海哲也から右前安打

### 背番号
- 50（2006年 - 2015年）